# Rivière Nang
La rivière Nang est une rivière du nord du Vietnam. La rivière est formée de nombreux petits ruisseaux appartenant dans les districts de Bao Lac et Bao Lam de la province de Cao Bằng et au district de Pac Nam de la province de Bắc Kạn,.
La partie supérieure de la rivière Nang se compose de deux branches, la branche nord coule de la province de Cao Bang, la branche ouest se forme dans le district de Pac Nam. Les deux branches de la rivière convergent désormais dans la commune de Bang Thanh et deviennent la frontière naturelle entre les provinces de Cao Bang et de Bac Kan. Après avoir reçu l'eau du lac Ba Be, la rivière Nang rejoint la rivière Gam dans le réservoir de la centrale hydroélectrique de Tuyên Quang dans la ville de Na Hang, district de Na Hang.
La rivière Nang mesure 117 km de long, avec une superficie de bassin de 2293 km².
Le code de la rivière est 0202652919.
Les deux rives de la rivière Nang possèdent de nombreuses grandes plages de sable construites par d'anciennes alluvions au cours de plusieurs siècles. Les principales cultures le long de la rivière sont principalement du riz, du maïs, des pommes de terre et des arachides.
La section de la rivière Nang qui coule près du lac Ba Be présente de magnifiques paysages tels que la grotte de Puong ou la cascade de Dau Dang.
Ces dernières années, dans le bassin de la rivière Nang, l'exploitation illégale de sable et de gravier, et notamment d'or, a provoqué des glissements de terrain sur les rives, qui sont principalement des terres agricoles, et a gravement pollué la rivière.

## Référence
1. ↑  Atlas administratif du Vietnam. Éditions Ressources Vietnam - Environnement et Cartographie. Hanoï, 2013.
2. ↑  Circulaire n° 25/2013/TT-BTNMT du 12 septembre 2013 du ministère des Ressources naturelles et de l'Environnement relative à la promulgation de la liste des toponymes résidentiels, montagnards, hydrologiques et socio-économiques servant à la cartographie de la province de Cao Bang. Thuvien Phapluat Online, 2016. Consulté le 20 août 2018.
3. ↑  Décision n° 1989/QD-TTg du 1er novembre 2010 du Premier ministre relative à la liste des bassins fluviaux interprovinciaux. Thuvien Phapluat Online, 2016. Consulté le 12 août 2018.
4. ↑  L’ensablement de la rivière Nang menace directement le lac Ba Be.